# صموئيل إس. بون
صموئيل إس. بون هو محامي وقاضي وسياسي أمريكي، ولد في 11 أبريل 1800 في نيو روتشيل في الولايات المتحدة، وتوفي في 9 يوليو 1865 في Morris, New York ‏ في الولايات المتحدة. نشط حزبياً في الحزب الديمقراطي. وقد انتخب عضو مجلس النواب الأمريكي ‏.